# Олеђо Кастело
Олеђо Кастело (итал. Oleggio Castello) је насеље у Италији у округу Новара, региону Пијемонт.
Према процени из 2011. у насељу је живело 1833 становника. Насеље се налази на надморској висини од 293 м.

## Становништво
Према резултатима пописа становништва 2011. у општини је живело 1.968 становника.
| 1931. | 1936. | 1951. | 1961. | 1971. | 1981. | 1991. | 2001. | 2011. |
| ----- | ----- | ----- | ----- | ----- | ----- | ----- | ----- | ----- |
| 1.066 | 1.023 | 1.084 | 1.183 | 1.223 | 1.355 | 1.398 | 1.729 | 1.968 |